# Gepunkteter Schnepfenmesserfisch
Der Gepunktete Schnepfenmesserfisch (Aeoliscus punctulatus) ist ein kleiner Meeresfisch aus der Gruppe der Seenadelartigen. Er kommt im Roten Meer und im westlichen Indischen Ozean entlang der ostafrikanischen Küste bis zur südafrikanischen Algoa Bay in der Nähe von Gqeberha vor. 

## Merkmale
Der Gepunktete Schnepfenmesserfisch kann eine Maximallänge von 15 Zentimeter erreichen. Sein Körper ist langgestreckt mit einer scharfen Bauchkante. Der Kopf läuft in einem langen, röhrenförmigen Maul aus. Die erste Rückenflosse sitzt am Körperende. Sie wird von drei Flossenstacheln gestützt. Als Angehöriger der Gattung Aeoliscus kann der Gepunktete Schnepfenmesserfisch den ersten Rückenflossenstachel mit Hilfe eines Gelenks in der Stachelmitte abknicken. Die zweite Rückenflosse stützen zehn bis elf Weichstrahlen. Wie auch die Schwanzflosse ist sie zur Bauchseite hin verschoben. Die Afterflosse besitzt 12 bis 13 Weichstrahlen. Die Farbe des Gepunkteten Schnepfenmesserfisches ist hell mit einem grünlichen Schimmer. Vom pazifischen Gestreiften Schnepfenmesserfisch (Aeoliscus strigatus) unterscheidet er sich vor allem durch die kleinen schwarzen Punkte, die mit größerem Abstand über dem Körper verstreut liegen.

## Lebensweise
Der Gepunktete Schnepfenmesserfisch lebt in kleinen oder großen Schwärmen von bis zu 150 Einzeltieren. Er schwimmt dicht an dicht in senkrechter Haltung, mit dem Kopf nach unten und nimmt nur auf der Flucht für kurze Zeit eine „normale“, waagerechte Schwimmhaltung ein. Zum Schutz vor Fressfeinden stellen sich die Fische auch zwischen die langen Stacheln von Diademseeigeln oder zwischen verzweigte Steinkorallen. Schnepfenmesserfische ernähren sich von kleinen, planktontischen Krebstieren.